# Chorodna pallidularia
Chorodna pallidularia là một loài bướm đêm trong họ Geometridae.